# باشگاه فوتبال فارن‌بورو
باشگاه فوتبال فارن‌بورو (به انگلیسی: Farnborough Football Club) یک باشگاه فوتبال در شهر فارن‌بورو، همپشایر، کشور انگلستان است که در سال ۱۹۶۷ میلادی تأسیس شده‌است.